# Jacob Tremblay
Jacob Tremblay (Vancouver, 5 de outubro de 2006) é um ator canadense. Ele estrelou como Jack Newsome em Room (2015), pelo qual ganhou o Critics' Choice Movie Award de Melhor Jovem Intérprete, e foi indicado ao Screen Actors Guild Award por Melhor Ator em uma função de apoio, tornando-se o mais jovem a ser nomeado nessa categoria.
Ele também teve papéis como August Pullman, uma criança com síndrome de Treacher Collins, no drama Wonder (2017), que lhe rendeu uma indicação adicional ao Critics' Choice Movie Award, o filme Good Boys (2019), Doctor Sleep (2019), que foi a sequência de The Shining, a voz do personagem-título no filme da Pixar, Luca (2021), e a voz do Linguado em The Little Mermaid (2023).

## Início da vida
Tremblay, do meio de três filhos, nasceu em 5 de outubro de 2006, em Vancouver, Colúmbia Britânica. Seu pai é detetive de polícia. As irmãs de Tremblay são as atrizes Erica e Emma Tremblay.

## Carreira
Tremblay começou a atuar em papéis na televisão. Ele fez sua estreia no cinema em The Smurfs 2, lançado em 2013.
Tremblay interpretou Jack Newsome no filme dramático aclamado pela crítica Room, coestrelado por Brie Larson. O filme, dirigido por Lenny Abrahamson, estreou em 4 de setembro de 2015, no Telluride Film Festival, e foi lançado nos cinemas em 16 de outubro de 2015.
Em 2016, Tremblay desempenhou um papel coadjuvante no filme de comédia Donald Trump's The Art of the Deal: The Movie; e estrelou como a versão mais jovem do personagem principal, Phil Miller, na série de comédia pós-apocalíptica da Fox, The Last Man on Earth. Nesse mesmo ano, ele estrelou o filme de terror Before I Wake, com Kate Bosworth e Thomas Jane, e desempenhou um papel coadjuvante no thriller psicológico Shut In, ao lado de Naomi Watts, e coestrelado por Oliver Platt, e dirigido por Farren Blackburn. Ele também interpretou Wes Firth na comédia dramática de aventura Burn Your Maps, estrelando com Vera Farmiga e Marton Csokas.
Em 2017, Tremblay interpretou Peter Carpenter no filme dramático do diretor Colin Trevorrow, The Book of Henry, coestrelado com Naomi Watts e Maddie Ziegler. Ele também estrelou como August Pullman, uma criança com síndrome de Treacher Collins, em Wonder, baseado em um romance homônimo de R.J. Palacio. O último filme provou ser o de maior sucesso, arrecadando mais de 285 milhões de dólares americanos contra um orçamento de 20 milhões de dólares americanos.
Tremblay levou seus colegas atores às lágrimas com sua participação especial em Doctor Sleep, a sequência de The Shining de 2019, como um menino sequestrado que é torturado até a morte em uma cena que o diretor Mike Flanagan inicialmente temeu que fosse traumática demais para incluir. o corte final. Comentando sobre a atuação, Flanagan disse: "ele é um dos melhores atores com quem já trabalhei em toda a minha vida".
Em julho de 2019, foi anunciado que ele daria voz a Linguado na adaptação live-action de The Little Mermaid da Disney, dirigida por Rob Marshall. Tremblay dá voz a Robin na série de animação adulta do Universo DC, Harley Quinn. Em 16 de outubro de 2020, ele apareceu no vídeo da faixa "Lonely" de Justin Bieber com o produtor musical Benny Blanco.
Tremblay fez a voz do personagem titular do filme da Pixar, Luca.

## Vida pessoal
Tremblay reside em Langley, Colúmbia Britânica com sua família. Fã da franquia Star Wars, ele deu ao seu cachorro o nome da personagem de Daisy Ridley, Rey. Sua empolgação com a aparição dos personagens C-3PO, R2-D2 e BB-8 na 88ª cerimônia do Óscar foi considerada um destaque da noite.

## Filmografia

### Cinema
| Ano  | Título                                        | Papel                        | Notas          |
| ---- | --------------------------------------------- | ---------------------------- | -------------- |
| 2013 | Os Smurfs 2                                   | Blue Winslow                 |                |
| 2013 | The Magic Ferret                              | Sam                          | Curta-metragem |
| 2014 | Extraterrestrial                              | Matty                        | Não creditado  |
| 2015 | Gord's Brother                                | Jovem Gord                   | Curta-metragem |
| 2015 | Room                                          | Jack Newsome                 |                |
| 2016 | Donald Trump's The Art of the Deal: The Movie | Criança 4                    |                |
| 2016 | Before I Wake                                 | Cody Morgan                  |                |
| 2016 | Burn Your Maps                                | Wes Firth                    |                |
| 2016 | Shut In                                       | Tom Patterson                |                |
| 2017 | The Book of Henry                             | Peter Carpenter              | [ 17 ]         |
| 2017 | Wonder                                        | August "Auggie" Pullman      | [ 33 ]         |
| 2018 | The Predator                                  | Rory McKenna                 | [ 34 ]         |
| 2018 | The Death & Life of John F. Donovan           | Jovem Rupert Turner          | [ 35 ]         |
| 2019 | Good Boys                                     | Max Newman                   | [ 36 ]         |
| 2019 | Doctor Sleep                                  | Bradley Trevor               | [ 37 ]         |
| 2020 | Here We Are: Notes for Living on Planet Earth | Finn (voz)                   | Curta-metragem |
| 2021 | Luca                                          | Luca Paguro (voz)            | [ 40 ] [ 39 ]  |
| 2021 | Ciao Alberto                                  | Luca Paguro (voz)            | Curta-metragem |
| 2022 | My Father's Dragon                            | Elmer Elevator (voz)         | [ 41 ] [ 39 ]  |
| 2023 | The Little Mermaid                            | Linguado (voz)               | [ 22 ]         |
| 2023 | Cold Copy                                     | Igor Nowak                   | [ 42 ]         |
| 2023 | The Toxic Avenger                             | Wade                         | [ 43 ]         |
| 2023 | Queen of Bones                                | Sam                          | [ 44 ]         |
| 2024 | Orion and the Dark                            | Orion Mendelson (voz)        | [ 45 ] [ 39 ]  |
| 2024 | The Life of Chuck                             | Jovem Charles "Chuck" Krantz | [ 46 ]         |
| 2025 | Sovereign                                     | Joe Kane                     | [ 47 ]         |
| 2026 | Wildwood                                      | Curtis Mehlberg (voz)        | [ 48 ]         |
| ASA  | The Skeleton Tree                             | Frank                        | Pós-produção   |

### Televisão
| Ano           | Titulo                     | Papel                            | Notas                                                      |
| ------------- | -------------------------- | -------------------------------- | ---------------------------------------------------------- |
| 2013          | Motive                     | Riley Stanwyck                   | Episódio: "Undertow"                                       |
| 2013          | Mr. Young                  | Jovem Tater                      | Episódio: "Mr. Finale Part 1"                              |
| 2014          | My Mother's Future Husband | Connor                           | Filme para televisão                                       |
| 2014          | Santa's Little Ferrets     | Todd Collins                     | Curta para televisão                                       |
| 2016          | The Last Man on Earth      | Jovem Phil Miller                | Episódio: "Pitch Black"                                    |
| 2016          | Billy on the Street        | Ele mesmo                        | Episódio: "Billy's Holiday Wonderland With Jacob Tremblay" |
| 2017          | American Dad!              | Jovem Charles Lindbergh (voz)    | Episódio: "Fight and Flight"                               |
| 2017–2022     | Pete the Cat               | Pete the Cat (voz)               | Papel principal                                            |
| 2018          | Animals                    | Nuke (voz)                       | Episódio: "Roachella"                                      |
| 2019          | The Twilight Zone          | Oliver Foley                     | Episódio: "The Wunderkind"                                 |
| 2019–presente | Harley Quinn               | Damian Wayne / Robin (voz)       | Papel recorrente; 2 episódios                              |
| 2023          | Invincible                 | Príncipe Lizard, Fase Dois (voz) | Episódio: "Atom Eve"                                       |

### Clipes musicais
| Ano  | Título   | Artista                      |
| ---- | -------- | ---------------------------- |
| 2020 | "Lonely" | Justin Bieber e Benny Blanco |